# 库勒奇
库勒奇（Coolidge）是位于加勒比海岛国安提瓜和巴布达的安提瓜岛圣乔治区的一个村庄和社区，也是该区的首府，2011年人口267人。
库勒奇有一个区叫ED 41900库勒奇，该区属于“高收入”（收入比重为3.18）。